# Маун Маун Луин
Маун Маун Луин (бирм. မောင်မောင်လွင်; 18 июня 1995) — мьянманский футболист, полузащитник сборной Мьянмы.

## Карьера

### Клубная карьера
Маун выступает за «Хантавади Юнайтед» в чемпионате Мьянмы. В 2018 году перешёл в состав «Янгон Юнайтед», с которым сразу же выиграл чемпионский титул.

### В сборной
Луин в составе молодёжной сборной Мьянмы (до 20 лет) играл в финальной части чемпионата мира 2015 в Новой Зеландии. Полузащитник принял участие во всех трёх матчах своей команды на турнире
В августе 2015 года главный тренер сборной Мьянмы Радойко Аврамович вызвал Мауна с группой молодых игроков на сбор. 8 октября 2015 года Маун дебютировал в главной национальной команде во встрече квалификации к чемпионату мира в России против сборной Ливана.